# کتابخانه ملی سیچینی
کتابخانه ملی سیچینی (به مجاری: National Széchényi Library) یک کتابخانه ملی و کتابخانه در مجارستان است که در بوداپست واقع شده است.